# Győrladamér
Győrladamér là một thị trấn thuộc hạt Győr-Moson-Sopron, Hungary. Thị trấn này có diện tích 8,6 km², dân số năm 2010 là 1568 người, mật độ 182 người/km².